# Ryan Reynolds
Ryan Rodney Reynolds (Vancouver, 23 de outubro de 1976) é um ator, produtor, roteirista, apresentador e comediante canadense. Ele é conhecido por seus papéis em National Lampoon's Van Wilder, Waiting..., The Amityville Horror, Just Friends, Definitely, Maybe, The Proposal e Buried, assim como Wade Wilson / Deadpool em X-Men Origins: Wolverine e nos filmes Deadpool, Deadpool 2 e Deadpool & Wolverine. Seus papéis na televisão incluem Michael "Berg" Bergen, em Two Guys and a Girl. Reynolds também estrelou no filme Green Lantern juntamente com Blake Lively, que se tornaria sua esposa.

## Biografia
Reynolds nasceu em Vancouver, Colúmbia Britânica, Canadá. Seu pai, Jim, era um aposentado da Real Polícia Montada do Canadá que depois se tornou um atacadista de alimentos, e sua mãe, Tammy, era uma vendedora de loja de varejo. Ele é de ascendência irlandesa e foi criado na Igreja Católica Apostólica Romana. É o mais jovem de quatro irmãos, estudou na Kitsilano Secondary School em Vancouver, em 1994. Em seguida, ele participou da universidade de Kwantlen College, também em Vancouver, até deixa-la.

### Vida profissional
Entre 1991 e 1993 Ryan apareceu em Hillside (1990). uma série da Nickleodeon gravada na Flórida com muitos outros atores canadenses.
Depois que a série terminou, ele retornou para Vancouver onde ele encenou em uma série de TV esquecida. Ele fez pequenos papéis em Glenn Close's Serving in Silence: The Margarethe Cammermeyer Story (1995, TV) e no canal CBS em A Sangue Frio (1996, TV). No entanto, a sua corrida para a sorte o levara a decidir parar de atuar.

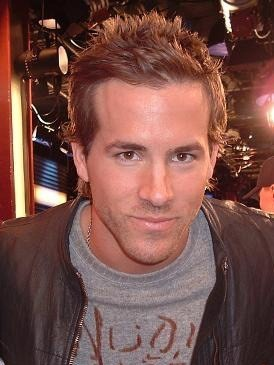
Reynolds em 2007.

Uma noite, ele correu para o colega de Vancouver, ator e nativo, Chris William Martin. Martin encontrou Ryan desapontado e disse a ele para fazer as malas: eles estavam indo para Los Angeles, Califórnia. Os dois se hospedaram em um hotel barato em Los Angeles. A primeira noite que eles ficaram, o jeep de Ryan tinha rolado a descida do morro e foi destruído. Nos outros 4 meses, Ryan dirigiu o carro sem portas. Em 1997 conseguiu o papel de Berg em Two Guys, a Girl and a Pizza Place (1998). Inicialmente o programa foi insultado por críticos e parecia desesperado por qualquer tipo de sucesso. No entanto, a série foi renovada para uma segunda temporada mas com a reforma pelo escritor Kevin Abbott. O programa tornou-se de pouco sucesso e deixou papéis adicionais em filmes para Ryan, que foi mais notável no último filme da MGM, um remake de Horror em Amytville (2005).

### Vida pessoal
Em 2007, começou a namorar a atriz Scarlett Johansson, depois de separar de Alanis Morissette. Em maio de 2008, o casal anunciou o noivado. Em 27 de setembro de 2008, Ryan se casou pela primeira vez com Johansson, em uma cerimônia pequena e discreta, que aconteceu em um resort nos arredores da cidade de Vancouver, no Canadá. Em dezembro de 2010, o porta-voz dos atores confirmou a imprensa que ambos decidiram se separar de forma amigável.
Logo em 2011, começou a namorar a atriz Blake Lively, após contracenarem juntos no filme Lanterna Verde.
Em setembro de 2012, com um ano de namoro, os dois se casaram em uma cerimônia secreta em Boone Hall Plantation, localizada na cidade de Mount Pleasant na Carolina do Sul.
Em 6 de outubro de 2014, Blake anunciou que está esperando o primeiro filho do casal. Em dezembro de 2014, Blake deu à luz uma menina chamada James Reynolds Lively. A menina com até então apenas 2 anos de idade gravou uma breve participação especial e deu voz na abertura da música "Gorgeous" da cantora Taylor Swift, que foi lançada em 2017, quando James estava quase completando três anos.
No dia 30 de setembro de 2016, Blake deu à luz a sua segunda filha com Reynolds, chamada Inez Reynolds Lively, na Cidade de Nova Iorque nos Estados Unidos.
Em 2 de maio de 2019, foi revelado que Reynolds e Lively estavam à espera da terceira filha do casal. Nascida no início do mês de outubro de 2019, foi supostamente nomeada de Betty Reynolds Lively.
Segundo boatos, a música "Betty", da cantora Taylor Swift (amiga próxima do casal), gravada e lançada como parte do seu oitavo álbum de estúdio Folklore (2020), seria uma referência para James, Inez e Betty.

## Filmografia

### Cinema
| Ano  | Título original                       | Título no Brasil                          | Título em Portugal                   | Personagem                       |
| ---- | ------------------------------------- | ----------------------------------------- | ------------------------------------ | -------------------------------- |
| 1993 | Ordinary Magic                        |                                           |                                      | Ganesh / Jeffrey                 |
| 1997 | Life During Wartime                   | O Alarmista                               | Quando o Alarme Toca                 | Howard Ancona                    |
| 1999 | Coming Soon                           | Quase lá                                  | Uma Época de Mudança                 | Henry Lipschitz                  |
| 1999 | Dick                                  | Todas as Garotas do Presidente            | Aventuras na Casa Branca             | Chip                             |
| 2000 | Big Monster on Campus                 |                                           |                                      | Carl                             |
| 2000 | We All Fall Down                      |                                           |                                      | Red Shoes                        |
| 2001 | Finder's Fee                          | Uma Aposta Milionária                     | Última Jogada                        | Quigley                          |
| 2002 | National Lampoon's Van Wilder         | O Dono da Festa                           | Van Wilder - Sempre a Abrir          | Van Wilder                       |
| 2002 | Buying the Cow                        | Quando a Vaca Vai para o Brejo            | O Descomprometido                    | Mike Hanson                      |
| 2003 | The In-Laws                           | Até que os Parentes nos Separem           | Antes que a Morte os Separe!         | Mark Tobias                      |
| 2003 | Foolproof                             | Jogo de Risco                             | A Toda a Prova                       | Kevin                            |
| 2004 | Harold & Kumar Go to White Castle     | Madrugada Muito Louca                     | Grande Moca, Meu                     | Enfermeiro                       |
| 2004 | Blade: Trinity                        | Blade: Trinity                            | Blade Trinity: Perseguição Final     | Hannibal King                    |
| 2005 | The Amityville Horror                 | Horror em Amityville                      | Amityville - A Mansão do Diabo       | George Lutz                      |
| 2005 | School of Life                        | Escola da Vida                            | Escola da Vida                       | Sr. D ou Michael "D" Angelo      |
| 2005 | Waiting...                            | A Hora do Rango                           | À Vontade do Freguês                 | Monty                            |
| 2005 | Just Friends                          | Apenas Amigos                             | Apenas Amigos                        | Chris Brander                    |
| 2007 | Smokin' Aces                          | A Última Cartada                          | Um Trunfo na Manga                   | Richard Messner                  |
| 2007 | The Nines                             | Número Nove                               | Os Noves                             | Gary / Gavin / Gabriel           |
| 2007 | Chaos Theory                          | Teoria do Caos                            | Teoria do Caos                       | Frank Allen                      |
| 2008 | Definitely, Maybe                     | Três Vezes Amor                           | Para Sempre, Talvez...               | Will Hayes                       |
| 2008 | Fireflies in the Garden               | Um Segredo Entre Nós                      | Um Segredo Muito Nosso               | Michael Taylor                   |
| 2009 | Adventureland                         | Férias Frustradas de Verão                | Adventureland                        | Mike Connell                     |
| 2009 | X-Men Origins: Wolverine              | X-Men Origens: Wolverine                  | X-Men Origens: Wolverine             | Wade Wilson / Deadpool / Arma XI |
| 2009 | The Proposal                          | A Proposta                                | A Proposta                           | Andrew Paxton                    |
| 2009 | Paper Man                             | Tempo de Crescer                          | Tempo de Crescer                     | Captain Excellent                |
| 2010 | Buried                                | Enterrado Vivo                            | Enterrado                            | Paul Conroy                      |
| 2011 | Green Lantern                         | Lanterna Verde                            | Green Lantern - Lanterna Verde       | Hal Jordan / Lanterna Verde      |
| 2011 | The Change-Up                         | Eu Queria Ter a Sua Vida                  | Cuidado com o que Desejas            | Mitch Planko                     |
| 2012 | Safe House                            | Protegendo o Inimigo                      | Detenção de Risco                    | Mattews James Weston             |
| 2012 | Ted                                   | Ted                                       | Ted                                  | Jarred                           |
| 2013 | The Croods                            | Os Croods                                 | Os Croods                            | Guy (voz)                        |
| 2013 | R.I.P.D.                              | R.I.P.D: Agentes do Além                  | R.I.P.D.: Agentes do Outro Mundo     | Nick Walker                      |
| 2013 | Turbo                                 | Turbo                                     | Turbo                                | Turbo (voz)                      |
| 2014 | The Voices                            | As Vozes                                  | As Vozes                             | Jerry Hickfang                   |
| 2014 | A Million Ways to Die in the West     | Um Milhão de Maneiras de Pegar na Pistola | Mil e Uma Maneiras de Bater as Botas | Man Killed by Clinch in Bar      |
| 2014 | The Captive                           | À Procura                                 | Prisioneira                          | Matthew                          |
| 2015 | Self/less                             | Sem retorno                               | Outro/Eu                             | Damian (jovem)                   |
| 2015 | Mississippi Grind                     | Parceiros de Jogo                         | A Febre do Mississípi                | Curtis                           |
| 2015 | Woman in Gold                         | Dama de Ouro                              | Mulher de Ouro                       | Randy Schoenberg                 |
| 2016 | Deadpool                              | Deadpool                                  | Deadpool                             | Wade Wilson / Deadpool           |
| 2017 | Life                                  | Vida                                      | Vida Inteligente                     | Rory Adams                       |
| 2017 | The Hitman's Bodyguard                | Dupla Explosiva                           | O Guarda-Costas e o Assassino        | Michael Bryce                    |
| 2018 | Deadpool 2                            | Deadpool 2                                | Deadpool 2                           | Wade Wilson / Deadpool           |
| 2018 | Once Upon a Deadpool                  | Era uma Vez um Deadpool                   | Era uma Vez um Deadpool              | Wade Wilson / Deadpool           |
| 2019 | Pokémon: Detective Pikachu            | Pokémon: Detetive Pikachu                 | Pokémon: Detetive Pikachu            | Detective Pikachu (voz)          |
| 2019 | Fast & Furious Presents: Hobbs & Shaw | Velozes e Furiosos: Hobbs & Shaw          | Velocidade Furiosa: Hobbs & Shaw     | Agente Lock                      |
| 2019 | 6 Underground                         | Esquadrão 6                               | Esquadrão 6                          | One (Um)                         |
| 2021 | Free Guy                              | Free Guy: Assumindo o Controle            | Free Guy                             | Guy                              |
| 2021 | Red Notice                            | Alerta Vermelho                           | Aviso Vermelho                       | Nolan Booth                      |
| 2021 | Deadpool Maximus React                | Deadpool Maximus React                    | Deadpool Maximus React               | Wade Wilson / Deadpool           |
| 2022 | The Adam Project                      | O Projeto Adam                            | O Projeto Adam                       | Adam Reed                        |
| 2023 | IF                                    | Amigos Imaginários                        | IF: Amigos Imaginários               | Cal                              |
| 2024 | Deadpool & Wolverine                  | Deadpool & Wolverine                      | Deadpool & Wolverine                 | Wade Wilson / Deadpool           |

### Televisão
| Ano           | Título original                                      | Título no Brasil                 | Título em Portugal              | Personagem               | Notas                                                  |
| ------------- | ---------------------------------------------------- | -------------------------------- | ------------------------------- | ------------------------ | ------------------------------------------------------ |
| 1991          | Hillside                                             |                                  |                                 | Billy Simpson            |                                                        |
| 1993-1994     | The Odyssey                                          | A Odisséia                       | Odisseia                        | Macro                    | Recorrente 14 episódios                                |
| 1994          | My Name is Kate                                      | Pesadelo em Família              |                                 | Kevin Bannister          | Telefilme                                              |
| 1995          | The Outer Limits                                     | A Quinta Dimensão                | No Limiar da Realidade          | Derek Tillman            | 1ª Temporada, Episódio 20: "If These Walls Could Talk" |
| 1995          | Serving in Silence: The Margarethe Cammermeyer Story | Servindo em silêncio             | Acima do Dever                  | Andy                     | Telefilme                                              |
| 1995          | The Marshal                                          | Marshall, Justiceiro Implacável  |                                 | Rick                     | 2ª Temporada, Episódio 3: "The Heartbreak Kid"         |
| 1995          | Lonesome Dove: The Outlaw Years                      |                                  |                                 | Griffin                  | 1ª Temporada, Episódio 9: "Redemption"                 |
| 1996          | When Friendship Kills                                | Quando a Amizade Mata            | Amizade Mortífera               | Ben Colson               | Telefilme                                              |
| 1996          | The X-Files                                          | Arquivo X                        | Ficheiros Secretos              | Jay "Boom" DeBoom        | 3ª Temporada, Episódio 13: "Syzygy"                    |
| 1996          | The John Larroquette Show                            |                                  |                                 | Tony Hemingway           | 4ª Temporada, Episódio 7: "Napping to Success"         |
| 1996          | Sabrina the Teenage Witch                            | Sabrina - Aprendiz de Feiticeira | Sabrina, a Bruxinha Adolescente | Seth                     | Telefilme                                              |
| 1996          | In Cold Blood                                        | A Sangue Frio                    |                                 | Bobby Rupp               | Minissérie. 2 episódios                                |
| 1997          | The Outer Limits                                     | A Quinta Dimensão                | No Limiar da Realidade          | Paul Nodel               | 3ª Temporada, Episódio 12: "Double Helix"              |
| 1998          | The Wonderful World of Disney                        | O Maravilhoso Mundo de Disney    |                                 |                          | 1ª Temporada, Episódio 25: "Tourist Trap"              |
| 1998-2001     | Two Guys and a Girl                                  | Três é demais                    |                                 | Michael "Berg" Bergen    | Nos 81 episódios                                       |
| 2000          | Boltneck                                             |                                  |                                 | Karl O'Reilly            |                                                        |
| 2002-presente | The Fairly OddParents                                | Os Padrinhos Mágicos             | Os Padrinhos Mágicos            | Mark Chang               | Dublagem                                               |
| 2003          | Scrubs                                               | Scrubs                           | Médicos e Estagiários           | Spence                   | 2ª Temporada, Episódio 22: "My Dream Job"              |
| 2004-2005     | Zeroman                                              |                                  |                                 | Ty Cheese                | Dublagem                                               |
| 2005          | School of Life                                       | Escola da Vida                   | Escola da Vida                  | Michael "Mr. D" D'Angelo | Telefilme                                              |
| 2007          | My Boys                                              |                                  | My Boys                         | Hams                     | 1ª temporada, episódio 19: "Douchebag in the City"     |
| 2009          | Saturday Night Live                                  |                                  |                                 | Apresentador             | 35ª temporada, episódio 660                            |
| 2011          | Family Guy                                           | Uma Familía da Pesada            | Family Guy                      | Ryan Reynolds            | 10ª temporada, episódio 04                             |

## Prêmios e indicações
Em 28 de junho de 2011, foi anunciado que Reynolds vai receber uma estrela na Calçada da Fama do Canadá e será empossado em 1 de outubro no Elgin Theatre, em Toronto.
No dia 15 de dezembro de 2016, ganhou sua estrela na Calçada da Fama em Hollywood.
| Ano  | Premio                            | Categoria                                              | Obra                       | Reesultado | Notas  |
| ---- | --------------------------------- | ------------------------------------------------------ | -------------------------- | ---------- | ------ |
| 1993 | Young Artist Awards               | Melhor Ator Jovem Co-estrelando uma Série de TV a Cabo | Hillside                   | Indicado   | [ 15 ] |
| 2003 | Young Hollywood Award             | Nova Geração - Masculino                               | Ryan Reynolds              | Venceu     | [ 16 ] |
| 2003 | MTV Movie Award                   | Melhor Revelação - Maculino                            | O Dono da Festa            | Indicado   | [ 17 ] |
| 2005 | Teen Choice Awards                | Melhor Cena em Filme de Terror                         | Horror em Amityville       | Venceu     |        |
| 2009 | Scream Awards                     | Melhor Ator Coadjuvante                                | X-Men Origens: Wolverine   | Venceu     | [ 18 ] |
| 2009 | Teen Choice Awards                | Melhor Estrela de Cinema de Verão - Masculino          | A Proposta                 | Indicado   |        |
| 2010 | Teen Choice Award                 | Melhor Química                                         | A Proposta                 | Indicado   |        |
| 2010 | Teen Choice Award                 | Melhor Beijo                                           | A Proposta                 | Indicado   |        |
| 2010 | Teen Choice Award                 | Melhor Ator em Filme de Comedia Romântica              | A Proposta                 | Indicado   |        |
| 2010 | MTV Movie Award                   | Melhor Beijo                                           | A Proposta                 | Indicado   |        |
| 2010 | MTV Movie Award                   | Melhor Luta                                            | X-Men Origens: Wolverine   | Indicado   |        |
| 2010 | MTV Movie Award                   | Melhor Atuação em Comedia                              | A Proposta                 | Indicado   |        |
| 2011 | MTV Movie Award                   | Melhor Performance Assustada                           | Enterrado Vivo             | Indicado   |        |
| 2011 | Teen Choice Award                 | Melhor Ator em Ficção Científica/Fantasia              | Lanterna Verde             | Indicado   |        |
| 2011 | Scream Awards                     | Melhor Super-herói                                     | Lanterna Verde             | Indicado   |        |
| 2016 | Teen Choice Award                 | Melhor Ator em Filme de Ação                           | Deadpool                   | Indicado   |        |
| 2016 | Teen Choice Award                 | Melhor Chilique em Filme                               | Deadpool                   | Venceu     |        |
| 2016 | MTV Movie Award                   | Melhor Luta                                            | Deadpool                   | Venceu     |        |
| 2016 | MTV Movie Award                   | Melhor Performance em Comedia                          | Deadpool                   | Venceu     |        |
| 2016 | MTV Movie Award                   | Melhor Beijo                                           | Deadpool                   | Indicado   |        |
| 2016 | MTV Movie Award                   | Melhor Performance em Ação                             | Deadpool                   | Indicado   |        |
| 2016 | MTV Movie Award                   | Melhor Performance Masculina                           | Deadpool                   | Indicado   |        |
| 2016 | Jupiter Award                     | Melhor Ator Internacional                              | A Dama Dourada             | Indicado   |        |
| 2016 | Critics' Choice Movie Awards      | Melhor Ator em Comedia                                 | Deadpool                   | Venceu     |        |
| 2016 | Critics' Choice Movie Awards      | Melhor Ator em Filme de Ação                           | Deadpool                   | Indicado   |        |
| 2017 | Golden Globes                     | Melhor Ator em Comédia ou Musical                      | Deadpool                   | Indicado   |        |
| 2017 | Jupiter Award                     | Melhor Ator Internacional                              | Deadpool                   | Indicado   |        |
| 2017 | Producers Guild of America Awards | Melhor Produção de Longa-Metragem                      | Deadpool                   | Indicado   |        |
| 2018 | Teen Choice Award                 | Melhor Estrela de Cinema de Verão - Masculino          | Deadpool 2                 | Indicado   |        |
| 2019 | Teen Choice Award                 | Melhor Ator em Filme de Comedia                        | Pokémon: Detetive Pikachu  | Indicado   |        |
| 2019 | Grammy Awards                     | Melhor Compilação de Trilha Sonora para Mídia Visual   | Deadpool 2 (Trilha Sonora) | Indicado   | [ 19 ] |
| 2019 | Critics' Choice Movie Awards      | Melhor Ator em Comedia                                 | Deadpool 2                 | Indicado   |        |